# صموئيل أغيار
صموئيل أغيار (بالبرتغالية: Samuel Aguiar‏) هو مجدف برتغالي، ولد في 30 ديسمبر 1968.

## وصلات خارجية
- صموئيل أغيار على موقع الاتحاد الدولي للتجديف (الإنجليزية)
- صموئيل أغيار على موقع اللجنة الأولمبية الدولية (الإنجليزية)
- صموئيل أغيار على موقع أوليمبيديا (الإنجليزية)